# Amor libre (álbum)
Amor libre es el quinto álbum de estudio del cantautor español Camilo Sesto. Fue realizado y producido por él mismo, y publicado por Ariola Records el 27 de octubre de 1975. 
Es considerado uno de los grandes álbumes de Camilo Sesto y una de las grandes producciones de la década del 70 con temas como "Jamás", "Melina" y "Piel de Ángel".

## Clasificación
| País      | clasificación |
| --------- | ------------- |
| Argentina | 1             |
| Chile     | 1             |
| Colombia  | 8             |
| España    | 8             |

## Lista de canciones[2]
Todas las canciones compuestas por Camilo Blanes.
1. "Jamás" 1997 - 3:24
2. "Alma de nadie" - 3:50
3. "Melina" 1997 - 2:50
4. "Adiós" (Olvídame) - 3:46
5. "Carnaval" - 2:50
6. "Amor libre" - 3:06
7. "Que difícil es ser felíz" - 3:48
8. "Háblame de amor" - 2:40
9. "Olvídalo" - 3:11
10. "Piel de ángel" 1997 - 3:33

## Personal
- Alejandro Monroy - Arreglos en pistas 1, 2, 3, 5 y 7.
- Johnny Arthey - Arreglos en pistas 3, 4, 6, 7, 9 y 10.
- Tom Parker - Arreglos en pista 8.
- Camilo Sesto - Producción